# روضة الفرخ الهدهد
روضة فهيم محمد الفرخ هي كاتبة أردنية من أصول فلسطينية. اشتهرت باسم روضة الفرخ الهدهد. ولدت في يافا، فلسطين في عام 1946. متزوجة منذ عام 1967 من المهندس حسام الدين طاهر الهدهد، ولها أربعة أبناء ذكور وبنت واحدة. عملت في وقت سابق كرئيسة هيئة المديرين في مؤسسة المنهل التربوية (مدرسة المنهل العالمية)، كما أنها عضو الهيئة الدولية لكتب الأطفال والشباب IBBY، وعضو مؤسس للمجلس العربي للطفولة والتنمية. نشرت العديد من الكتب منها: حكايات بطولية للأطفال، سلسلة حكايات علمية، سلسلة المسرح، سلسلة حكايات الغول، سلسلة من قصص الصحابة، قصص مصورة، كتب الطفولة المبكرة، والأشرطة.
عملت محررة مسؤولة عن ملحق الأطفال الأسبوعي في جريدة الدستور 1982-1995م. ساهمت في تحرير مجلة الأطفال الأردنية «وسام» الصادرة عن وزارة الثقافة والتراث القومي. وتشارك في ندوات ومؤتمرات ومعارض كتب الأطفال على مستوى الوطن العربي.
وقد كانت عضو منتخب للهيئة الإدارية لاتحاد الجمعيات الخيرية لمحافظة العاصمة.

## الجوائز
- حصلت على جائزة الدولة التقديرية في أدب الأطفال /الأردن عام 1999.
- حصلت على جائزة خليل السكاكيني لأدب الطفل وثقافته من رابطة الكتاب الأردنيين عام 1995.
- حصلت على درع سلاح الجو الملكي الأردني عن كتابها «أسد فوق حيفا» 1983.
- حصلت على جائزة المنظمة العربية للتربية والثقافة والعلوم عن كتابها «قافلة الفداء» عام 1982.

## ربط خارجية
- موقعها